# Новая Сыда
Новая Сыда́ — село на северном берегу залива Сыда Красноярского водохранилища Краснотуранского района Красноярского края.

## История
Село образовалось в результате переселения населённых пунктов попадающих в зону затопления Красноярской ГЭС. В Новую Сыду были перенесены деревня Сыда, села Усть-Сыда и Унюк. Вновь созданное поселение находилось на возвышенности в полутора километрах от села Усть-Сыда. Название новому поселению было дано на общем собрании граждан.
Сначала на месте нового поселения появились вагончики и палатки первых строителей- москвичей. Началось строительство элеватора, жилья- бараков, двухэтажных деревянных домов. Была заложена школа. После переселения в селе стало проживать почти 1500 человек.

## Население
| 2010 | 2012 | 2013 | 2014 | 2015 | 2016 | 2017 |
| ---- | ---- | ---- | ---- | ---- | ---- | ---- |
| 581  | ↘543 | ↘534 | ↘511 | ↘490 | ↘488 | ↘471 |

## Достопримечательности
- Краеведческий музей с. Новая Сыда в общеобразовательной школе.
- Унюкский элеватор. Был сдан в 1970 году. В комплекс строительных сооружений входят : амбар, две зерносушилки, способные принимать по 32 т зерна в час, рабочая башня высотой 58 м, три силосных корпуса, цех обходов. В настоящее время не функционирует и частично разрушен.
- Древние оборонительные сооружения состоящие из вала и рва протяжённостью более 500 метров на горе Синяя. Здесь также сохранились 57 остатков разрушенных жилищ.
- Унюкское поселение с неолитической керамикой между горой Унюк и устьем залива Сыда
- Сыдинская писаница на горе Бычиха
- Одиночный курган Каменка, датирован VI—V веками до н. э., в 6 км северо-западнее села, на правом берегу Красноярского водохранилища, лог Каменка